# Margaret Beaufort, grevinde af Devon
 Ikke at forveksle med Margaret Beaufort (Henrik 7. af Englands mor).
Lady Margaret Beaufort (ca. 1409 – 1449) var et oldebarn af kong Edvard 3. (1327–1377).

## Baggrund
Margaret Beaufort var den anden og yngste datter af John Beaufort, 1. jarl af Somerset (ca. 1371 – 16. marts 1410) og hans hustru Margaret Holland (ca. 1385/6 – ca.1439/40), datter af Thomas Holland, 2. jarl af Kent og hans hustru Alice Arundel. Hendes far, John Beaufort, var en uægte søn af Johan af Gent, 1. hertug af Lancaster (1340–1399), den tredje overlevende søn af kong Edvard 3. (1327–1377) og hans elskerinde, senere hans tredje hustru, Katherine Swynford. Margaret var således et oldebarn af kong Edvard 3.
Margaret havde fremtrædende søskende, herunder de følgende fire brødre og en søster:
- Henry Beaufort, 2. jarl af Somerset
- John Beaufort, 1. hertug af Somerset
- Thomas Beaufort, greve af Perche
- Edmund Beaufort, 2. hertug af Somerset
- Joan Beaufort, dronning af Skotland.

## Ægteskab og børn
På et tidspunkt efter 1421 blev Margaret gift med Thomas Courtenay, 5. jarl af Devon (1414–1458), som hun fødte tre sønner og fem døtre. Hendes sønner blev alle dræbt eller henrettet under Rosekrigene grund af deres stærke troskab til Lancaster-sagen og efterlod ingen børn, og dermed uddøde Courtenays ældre linje. Margarets børn omfattede følgende:
- Thomas Courtenay, 6. jarl af Devon (1432 – 3. april 1461), ældste søn og arving, der kort efter den 9. september 1456 blev gift med Maria af Anjou, uægte datter af Karl, greve af Maine. Ægteskabet var uden børn. Som Lancaster-støtte[5] under Rosekrigene blev han taget til fange under Slaget ved Towton, hvor sejrherren var Edvard 4. af Huset York, derefter fratog ham ære, liv og gods og halshuggede ham i York. Alle hans hæder, herunder det oprindelige Jarldømme Devon,[6] blev hjemfalden.[2]
- Henry Courtenay (d. 17. januar 1469), af West Coker, Somerset. Da hans hans ældre bror var blevet frataget ære, liv og gods, arvede han ikke Jarldømmet Devon. Også en Lancaster-støtte blev han halshugget for forræderi på markedet i Salisbury, Wiltshire den 17. januar 1469.
- John Courtenay, 7. jarl af Devon, (1435  – 3. maj 1471, yngste bror. Efter at hans ældste bror, Thomas, var blevet frataget sin ære, liv og gods blev jarldømmet i maj 1469 givet væk fra familien af kong Edward IV, den nye konge af Huset York, til hans støtte Humphrey Stafford, 1. jarl af Devon (ca. 1439 – 1469) kendt som "en jarl af tre måneder og ikke mere". Efter ham vendt lykken kortvarigt tilbage for John Courtenay. Da den utilfredse Richard Neville, 16. jarl af Warwick forsøgte at gøre oprør mod Edvard 4., blev Stafford halshugget i august 1469. John Courtenay støttede Warwicks sag, og da Edvard 4. blev tvunget i landflygtighed og kong Henrik 6. af Huset Lancaster blev genindsat, fik John Courtenay fik sin familiens ære tilbage, og hans brors fratagelse af ære, liv og gods fra 1461 blev annulleret, og derved blev han den 7. jarl af Devon. Hans nye position blev imidlertid kortvarig, da York-fraktionen endeligt gjorde en ende på Henrik 6.'s regeringstid i april 1471 i Slaget ved Barnet, og den 4. maj 1471 blev Courtenay dræbt under Slaget ved Tewkesbury, hvor han ledede Lancaster-hærens bagtrop.[7] Ved hans død stod jarledommen hen mellem hans søstre eller deres efterkommere.
- Joan Courtenay, (født ca. 1447), der først blev gift sig med Sir Roger Clifford, anden søn af Thomas Clifford, 8. baron Clifford, halshugget efter Slaget ved Bosworth i 1485. Hun giftede sig for anden gang med Sir William Knyvet af Buckenham, Norfolk.
- Elizabeth Courtenay (født omkring 1449), der før marts 1490 blev gift med Sir Hugh Conway.
- Anne Courtenay.
- Eleanor Courtenay.
- Maud Courtenay.
- Agnes Courtenay

To af Margarets niecer blev også døbt Margaret Beaufort. Margaret Beaufort, grevinde af Stafford, var mor til Henry Stafford, 2. hertug af Buckingham, og Margaret Beaufort, grevinde af Richmond og Derby, var mor til kong Henrik 7.